# Архиепископский дворец (Удине)
Архиепископский дворец (иногда Патриарший дворец; итал. Palazzo Patriarcale или итал. Arcivescovile) — бывший дворец патриархов Аквилеи в городе Удине (Фриули — Венеция-Джулия), построенный в XVI веке. В 1708 году патриарх Дионисио Дельфино заказал у архитектора Доменико Росси дополнительный флигель с библиотекой и лестницей. С 1995 года во дворце размещаются Епархиальный музей и художественная галерея Тьеполо; здесь же расположена и Архиепископская библиотека — первая публичная библиотека города, официально открытая в 1711 году.

## История
Патриарший (архиепископский) дворец в Удине был построен в XVII веке, когда патриарха Аквилеи, который в тот период переехал из своего замка в город. В 1708 году патриарх Дионисио Дельфино (Dionisio Dolfin, 1663—1734) расширил дворец: он пригласил в город архитектора Доменико Росси, который построил флигель для размещения библиотеки и овальную лестницу; парадная лестница была добавлена в 1725 году. С 1995 года во дворце размещается Епархиальный музей и галереи Тьеполо (Museo diocesano e gallerie del Tiepolo), художественная коллекция которого была собрана из собраний церквей епархии Удине.
В здании также находится Архиепископская библиотека Дельфиниана и Бартолиниана (Biblioteca arcivescovile Delfiniana e Bartoliniana). Библиотека, основанная в 1709 году патриархом Дионисио Дельфино, была открыта для горожан летом 1711 года. По данным на 2019 года, её небольшая, но исторически ценная книжная коллекция состояла примерно из 11 000 томов: в том числе 514 рукописей и 115 инкунабул. Книги размещены на резных деревянных полках, созданных в XVIII веке. В отдельной комнате находится библиотека Бартолиниана, подаренная в 1827 году епископальной курии города Грегорио Бартолини (Gregorio Bartolini) и его невесткой Терезой Драгони Бартолини (Teresa Dragoni Bartolini). Бартолиниана состоит из примерно 10 000 томов, в том числе — 40 инкунабул.